# Augusto Mancini
Augusto Mancini (Livorno, 2 marzo 1875 – Lucca, 18 settembre 1957) è stato un filologo classico, grecista e politico italiano.

## Biografia
Nato a Livorno nel 1875 da Natale, negoziante in cappelli, e da Angiola Benvenuto, si laureò in Lettere all'Università di Pisa nel 1895 e cominciò ad insegnare nello stesso anno nel Liceo Machiavelli di Lucca, città ben presto divenuta sua patria adottiva.
Nominato libero docente di letteratura greca nel 1898, nel 1902 succedette a Giovanni Pascoli nella cattedra di grammatica greca e latina a Messina, dove rimase fino al 1907, quando l'Università di Pisa lo volle a sostituire, ancora una volta, Pascoli, confermandolo nella cattedra di letteratura greca fino al 1948. Fu Presidente dell'Accademia lucchese di scienze, lettere ed arti e membro dell'Accademia dei Lincei. A Pisa ebbe come allievi, tra gli altri, il latinista Scevola Mariotti e Carlo Azeglio Ciampi.
Mancini non limitò i suoi studi alla filologia classica, ma li fece spaziare dalla letteratura al pensiero del Rinascimento, dagli autori bizantini  alla storia del Risorgimento, dimostrando una poliedricità riconosciuta e apprezzata dai suoi numerosi allievi.
Dotato di un alto senso civico, svolse con trasporto numerose attività sociali e politiche. Fu fra i primi soci della Croce Verde di Lucca, della quale ricoprì per alcuni anni la carica di presidente. Profondo sostenitore delle idee di Mazzini, fu sua l'iniziativa dell'istituzione della Domus Mazziniana di Pisa, della quale fu il primo presidente. Di convinzioni repubblicane, aderì al Partito repubblicano fino al 1913, anno nel quale se ne dissociò non condividendone la linea politica astensionista.
Accettò la candidatura radicale alle elezioni della Camera del 1913, per il collegio di Borgo a Mozzano, in contrapposizione al clericale Tomba, risultando sconfitto. Ripetute le elezioni nel 1915, dopo l'annullamento per brogli a favore dell'altro candidato, Mancini riuscì stavolta, col sostegno della sinistra lucchese, ad entrare in Parlamento. I drammatici anni che portarono alla guerra lo videro schierato a sostegno dell'intervento, ormai in rotta con i socialisti. Fu rieletto al Parlamento nel 1919 e nel 1921 e, dopo la disgregazione dei radicali, entrò nel nuovo partito della Democrazia Sociale, capeggiato dal duca Colonna Di Cesarò.
Ben presto Mancini divenne bersaglio dei fascisti lucchesi e fu costretto a ritirarsi da ogni carica pubblica. Dopo l'assassinio di Matteotti, costituì insieme ad altri antifascisti lucchesi un comitato segreto che riaffiorò negli anni della Resistenza. Arrestato dai fascisti e imprigionato dal 5 gennaio al 14 maggio del 1944, divenne il punto di riferimento della democrazia lucchese e fu scelto come primo presidente del Comitato di Liberazione clandestino della città toscana.
Alla fine della Seconda guerra mondiale, avendo partecipato a tre legislature, fece parte di diritto della Consulta nazionale e fu anche il primo Rettore dell'Università di Pisa liberamente eletto, dall'8 giugno 1945 al 31 ottobre 1947. Divenuto professore fuori ruolo, continuò tuttavia gli insegnamenti per l'anno accademico 1947-48. Venne collocato a riposo per raggiunti limiti di età a partire dal 1º novembre 1950 e in seguito nominato professore emerito per decreto presidenziale, in data 29 gennaio 1951. Ritornato nel Partito repubblicano, nel 1953 fu candidato per le elezioni al Senato, ma non riuscì a vincere.
Morì a Lucca il 18 settembre 1957, a causa di un'emorragia cerebrale.

## Omaggi
- Gli sono state intitolate una via a Pisa e una a Lucca.